# Mayazomus
Genre
Synonymes
- Heteronochrus Armas & Víquez, 2010

Mayazomus est un genre de schizomides de la famille des Hubbardiidae.

## Distribution
Les espèces de ce genre se rencontrent au Mexique au Chiapas et au Tabasco, au Guatemala et au Honduras,.

## Liste des espèces
Selon Schizomids of the World (version 1.0) :
- Mayazomus infernalis (Rowland, 1975)

et décrites depuis
- Mayazomus aluxe Monjaraz-Ruedas & Francke, 2015
- Mayazomus estor (Armas & Víquez, 2010)
- Mayazomus hoffmannae (Reddell & Cokendolpher, 1986)
- Mayazomus kaamuul Monjaraz-Ruedas & Francke, 2015
- Mayazomus loobil Monjaraz-Ruedas & Francke, 2015
- Mayazomus meridianus Armas & Víquez, 2019
- Mayazomus tzotzil Monjaraz-Ruedas & Francke, 2015
- Mayazomus yaax Monjaraz-Ruedas & Francke, 2015

## Systématique et taxinomie
Le genre Heteronochrus a été placé en synonymie avec Mayazomus par Monjaraz-Ruedas et Francke en 2015.

## Publication originale
- Reddell & Cokendolpher, 1995 : Catalogue, bibliography and generic revision of the order Schizomida (Arachnida). Texas Memorial Museum Speleological Monographs, no 4, p. 1-170 (texte intégral).